# Włostowa (góra)
Włostowa (niem. Hohe Gebirge, 901-903 m n.p.m.) – dwuwierzchołkowe wzniesienie w południowo-zachodniej Polsce, w Sudetach Środkowych, w Górach Kamiennych.

## Położenie
Wzniesienie położone w północno-zachodniej części pasma Gór Suchych, 1,5 km na wschód od Sokołowska, około 3,7 km na południowy zachód od miejscowości Rybnica Leśna.
Jest to góra w kształcie stożka, o stromych zboczach, z kopulastą częścią szczytową w kształcie małego grzbietu, z wyraźnie zaznaczonymi dwoma małymi wzniesieniami szczytowymi. Zbocze północno-wschodnie, w części grzbietowej łagodnie opada, a po osiągnięciu około 25 m różnicy poziomu względem wierzchołka, przechodzi w zachodnie zbocze Kostrzyny (906 m n.p.m.). Poniżej szczytu u podnóża południowego zbocza na wysokości około 640 m n.p.m. oraz w części grzbietowej wzniesienia znajdują się grupy skałek. U północno-zachodniego podnóża ciągnął się jeden z parków Sokołowska, w który znajdowały się różne romantyczne pawilony uzdrowiskowe, m.in. Cerkiewka, Zameczek Friedenstein (Friedensburg) oraz cmentarz rodziny dra Theodora Römplera, propagatora rozwoju uzdrowiska.
Jest to wzniesienie zbudowane ze skał wylewnych - porfirów (trachitów), należących do północnego skrzydła niecki śródsudeckiej.
Wzniesienie w całości porośnięte jest lasem regla dolnego.
Leży na obszarze Parku Krajobrazowego Sudetów Wałbrzyskich.

## Turystyka
Przez szczyt góry przechodzi szlak turystyczny:
- – niebieski: Mieroszów – Sokołowsko – Andrzejówka – Wałbrzych.